# Бизу (Орн)
Бизу (фр. Bizou) насеље је и општина у северној Француској у региону Доња Нормандија, у департману Орн која припада префектури Мортањ о Перш.
По подацима из 2011. године у општини је живело 113 становника, а густина насељености је износила 12,5 становника/km². Општина се простире на површини од 9,04 km². Налази се на средњој надморској висини од 154 метара (максималној 251 m, а минималној 145 m).

## Демографија
| 1962. | 1968. | 1975. | 1982. | 1990. | 1999. | 2011. |
| ----- | ----- | ----- | ----- | ----- | ----- | ----- |
| 120   | 128   | 119   | 108   | 134   | 116   | 113   |

График промене броја становника у току последњих година